# Mahanarva
Mahanarva is een geslacht van halfvleugeligen uit de familie schuimcicaden (Cercopidae). De wetenschappelijke naam van dit geslacht is voor het eerst geldig gepubliceerd in 1909 door Distant.

## Soorten
Het geslacht Mahanarva omvat de volgende soorten:
- Mahanarva fortunata (Lallemand, 1924)
- Mahanarva vittata (Walker, 1851)
- Mahanarva andigena (Jacobi, 1908)
- Mahanarva bicolor (Signoret, 1862)
- Mahanarva radiata (Walker, 1851)
- Mahanarva raripila (Jacobi, 1908)
- Mahanarva trifissa (Jacobi, 1908)
- Mahanarva costaricensis (Distant, 1879)
- Mahanarva indicata Distant, 1909